# 韦讷斯贝格
韦讷斯贝格是德国莱茵兰-普法尔茨州的一个市镇。总面积8.03平方公里，总人口1097人，其中男性535人，女性562人（2011年12月31日），人口密度137人/平方公里。